# Лябросс, Жанна-Женевьева
Жанна-Женевьева Лябросс (фр. Jeanne Geneviève Labrosse; 1775—1847) — французская воздухоплавательница и первая в мире парашютистка.

## История
Ученица и впоследствии жена изобретателя парашюта Жака Гарнерена — Жанна-Женевьева Лябросс — осуществила первый в истории женский прыжок с парашютом. 12 октября 1799 года она прыгнула с высоты 900 м.
10 ноября 1798 года она впервые самостоятельно управляла воздушным шаром. Вторым пилотом была мисс Хенри из Англии, так что этот полет на шаре может считаться также первым полетом только женской группы.